# لپتانی
لپتانی (به لاتین: Lepetani) یک منطقهٔ مسکونی در مونته‌نگرو است که در شهرداری تیوات واقع شده‌است. لپتانی ۱۸۴ نفر جمعیت دارد.